# Canal Taronja

Cobertura del Canal Taronja a través de la televisió digital terrestre.

Canal Taronja és una televisió local privada amb llicència per emetre en digital a les Comarques Centrals de Catalunya i el Vallès. La cadena compta amb quatre versions diferents, la centrada a les comarques del Bages, el Berguedà i el Solsonès; la d'Osona, el Moianès i el Lluçanès; la de l'Anoia; i la del Vallès. És el canal de televisió de proximitat i referència a la Catalunya Central i al sud de l'Alt Ter.
El canal va néixer impulsat per Ferran Debant Garcia, president del grup de comunicació Taelus, propietari de Ràdio Manresa i d'altres canals i suports informatius de caràcter de proximitat, com el periòdic quinzenal gratuït Freqüència.
El canal forma part del grup Televisions Digitals Independents (TDI) i de la Xarxa Audiovisual Local (XAL).

## Història
Canal Taronja va iniciar les emissions en analògic el 5 de febrer de 2007 al Bages i Osona. Les emissions en digital s'iniciaren el juliol de 2008 a Osona, a mitjan gener de 2010 a l'Anoia. L'any 2011 va signar el contracte amb Tradia Telecom, filial d'Abertis, per posar en marxa la infraestructura tècnica necessària al centre emissor de la Torregassa, per cobrir amb senyal digital la comarca del Solsonès.
El desembre de 2013 s'obrí una delegació del canal al Solsonès en col·laboració amb Televisió de Solsona. Els estudis de televisió estan situats al nucli antic de Solsona i els continguts produïts per aquesta delegació són distribuïts a través de dues finestres: Canal Taronja Central i Televisió de Solsona.
El juliol del 2020, el canal ha obtingut una nova llicència de TDT, en aquest cas per emetre a Sabadell. Es tracta d'una llicència que va ser adjudicada a Diari de Girona, SA que ha arribat a un acord de cessió amb Grup Taelus, propietari de Canal Taronja.

## Freqüències
- 25 UHF: Vic (Osona, Moianès i Lluçanès)
- 37 UHF: Igualada (Anoia)
- 48 UHF: Manresa (Bages, Berguedà i Solsonès)